# D 795 (Türkei)
Die Straße D 795 (Devlet yolu 795) ist eine 241 km lange Straße in der Türkei. Sie führt von Samsun an der Küste des Schwarzen Meers nach Yozgat.

## Verlauf

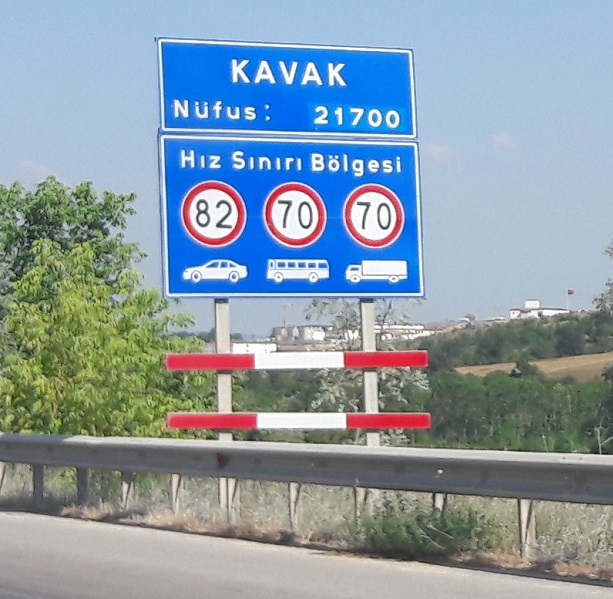
Ortsschild in Kavak

Die Straße zweigt in Samsun von der Schwarzmeerküstenstraße D 010 Europastraße 70 zunächst nach Westen ab und wendet sich dann nach Süden über den Pass Mahmuz Geçidi (670 m) nach Çakallı und über den Pass Haçilar Geçidi (750 m) nach Kavak. Von dort führt sie, nachdem sie die Straße D 030 nach Südosten hat abzweigen lassen, weiter nach Südwesten über den Pass Karadağ Geçidi (900 m) nach Havza, wo die von Westen kommende D 030 auf sie trifft. 14 km weiter verläuft sie gemeinsam mit der West-Ost-Achse der D 100 (Europastraße 80) nach Merzifon. Dort trennt sie sich von der D 100, nimmt zunächst die Richtung nach Süden und dann nach Südwesten, lässt die D 180 nach Osten abzweigen und führt über den Pass Meçhul Asker Geçidi (1215 m) in die Provinzhauptstadt Çorum, wo von Westen die D 180 auf die D 795 trifft. Die D 795 führt weiter nach Südwesten über den Pass Kürebeli Geçidi (1165 m) nach Alaca (Kreuzung mit der D 190). Von dort führt sie weiter nach Süden bis zur D 200 (Europastraße 88), die sie 12 km östlich von Yozgat erreicht.